# Biblioteca General María Moliner
La Biblioteca General María Moliner del Campus de Espinardo es el punto de servicio de referencia de la Biblioteca de la Universidad de Murcia en dicho Campus y sede de los Servicios Centrales, así como de la Dirección de la Biblioteca. 
Con una colección multidisciplinar el edificio de la Biblioteca General del Campus de Espinardo fue inaugurado en el año 2001 y ocupa una superficie de  8. OOO m², repartidos en  4 plantas, cuenta con 8OO puestos de lectura. Además tiene una sala de estudio anexa de apertura 24 horas 7 días a la semana.
Una característica peculiar del edificio es la iluminación de las plantas a través de dos lucernarios que recorren todo el edificio y llamados por el arquitecto “Pozos de Silencio” que permiten la entrada de luz natural al edificio. La Colección Histórica de la Universidad de Murcia está situada en este edificio, con una importante colección de libros impresos en los siglos XV (Incunables), XVI, XVII, XVIII y XIX, procedentes de la antigua Biblioteca Provincial,

## Servicios
- Información y Préstamo
- Archivo Universitario
- Fondo Antiguo

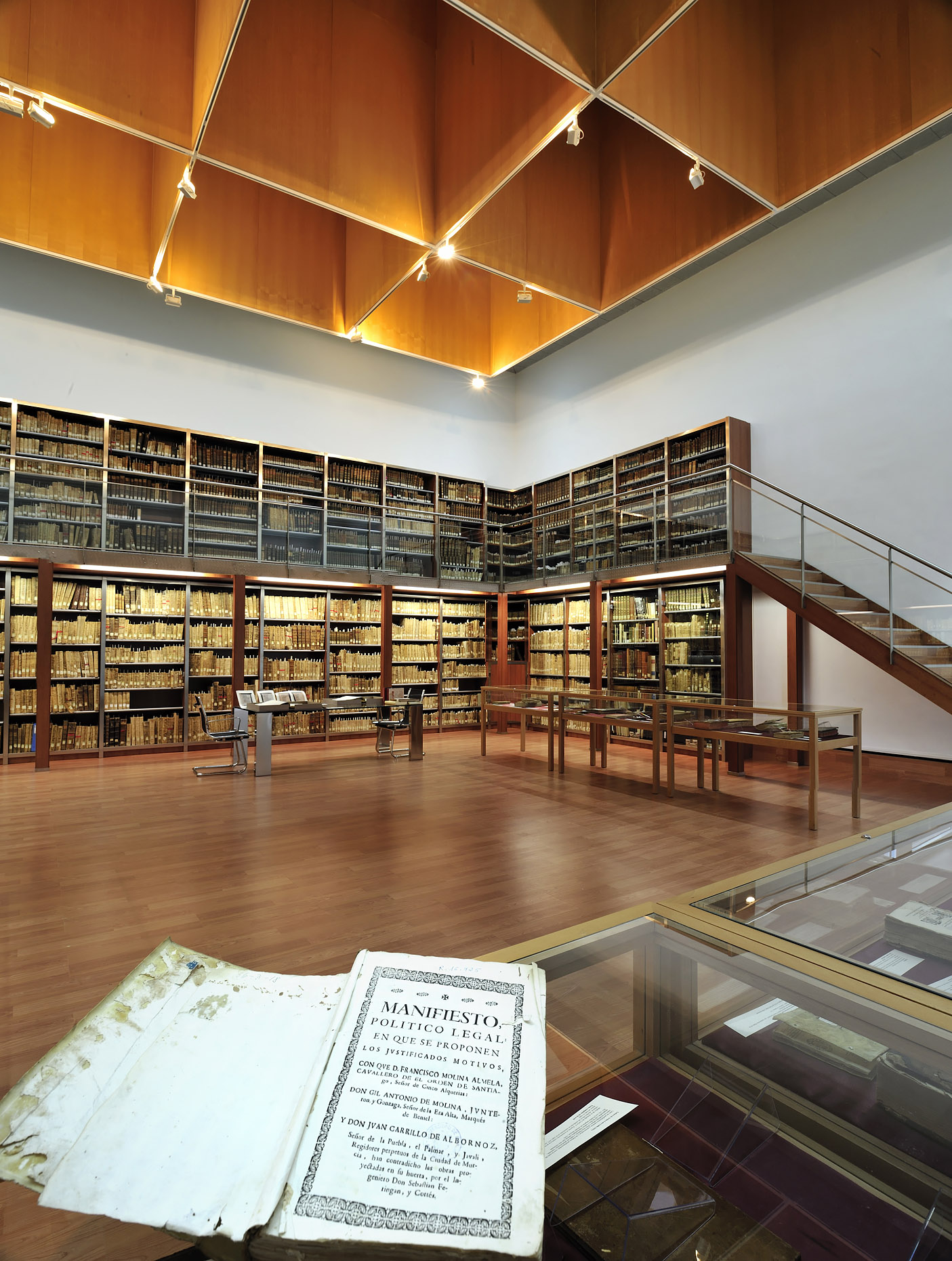
Fondo Antiguo

- Servicio de Préstamo Interbibliotecario
- Centro de Documentación Europea
- Hemeroteca Científica
- Servicio de Catalogación
- Servicio de Adquisiciones e Intercambio Científico
- Servicio de Automatización
- Servicios Administrativos
- Dirección

## Planta Baja
La planta baja  es un espacio multiusos, en el que podemos encontrar 
- Zona de lectura de prensa
- Zona de Exposiciones
- Expositor  y novedades de  literatura
- Acceso al Catálogo ALBA
- Laboratorio de Idiomas
- Zona Multimedia
- Salas de Ordenadores
- Préstamo de Portátiles
- Cabinas de Trabajo en Grupo (CTG)
- Asesoramiento y apoyo informático
- Mesas adaptadas para trabajo con equipos informáticos

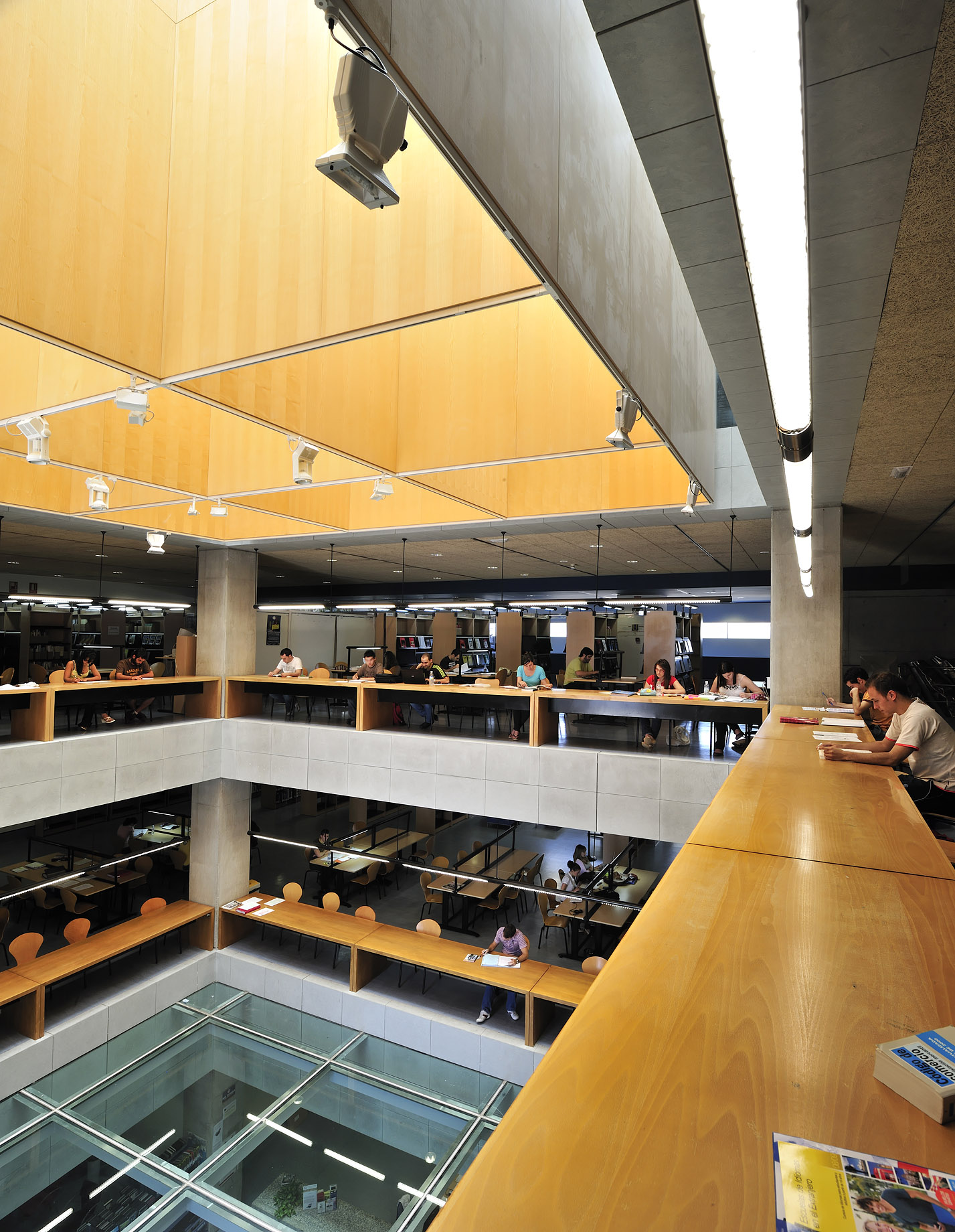
Pozo de Silencio

## Primera Planta
En esta  planta se ubican la colección de Ciencias Sociales, con fondos de Economía, Documentación, Psicología, Filosofía, Trabajo social y Bellas Artes con unos 30.000 volúmenes aproximadamente en  acceso libre.
Fondos especiales:
- Fondo Rafael Orenes (FRO)
- Fondo Miguel Rodríguez Llopiz (FMR)
- Fondo Martínez Carrión (FMC)
- Fondo Mª Teresa Pérez Picazo (FTP)
- Fondo Guy  Lemeunier (FGL)
- Nippon Foundation (NP)
- Fondo  Alfonso Escámez (FAE)

## Segunda Planta
En la segunda planta están los  fondos de Ciencias Experimentales y Ciencias de la Salud: Informática, Biología, Matemáticas Medicina, Veterinaria y Enfermería, también en libre acceso.
Hemeroteca científica, ubicada en la segunda planta, da servicio de acceso a publicaciones periódicas tanto impresas como   electrónicas y acceso a Bases de datos, además de los servicios tradicionales de consulta de revistas en sala ofrece un servicio de petición y digitalización de artículos.

## Tercera Planta
En la última planta del edificio está situado el depósito. Con más de 45.000 volúmenes en acceso restringido, junto con el depósito de la Hemeroteca Científica. Cabe destacar la colección histórica de prensa regional.
- Datos: Q18417213
- Multimedia: Biblioteca General María Moliner / Q18417213